# Filip Wilak
Filip Wilak (ur. 6 sierpnia 2003 w Poznaniu) – polski piłkarz, grający na pozycji napastnika. Zawodnik Lecha II Poznań .

## Kariera
Karierę juniorską rozpoczynał w klubie Suchary Suchy Las. Później trafił do akademii Lecha Poznań. W 2019 zadebiutował w rezerwach klubu. 14 maja 2023 roku zadebiutował w rozgrywkach Ekstraklasy. Uczynił to wchodząc na boisko w 86 minucie meczu z Rakowem Częstochowa. Na boisku zmienił Kristoffera Velde.. 8 stycznia 2024 został wypożyczony do Ruchu Chorzów. W barwach śląskiej drużyny wystąpił w 8 meczach na poziomie Ekstraklasy. Po powrocie z wypożyczenia kontynuował swoją karierę w rezerwach Lecha. 17 lutego 2025 udał się na ponowne wypożyczenie, tym razem do klubu Hutnik Kraków grającego w II lidze.

## Reprezentacja
23 października 2023 roku zadebiutował w w kadrze do lat 16 w meczu z reprezentacją Austrii. Na boisko wszedł w 69 minucie zmieniając Michaela Kostkę. Na listopadowym zgrupowaniu, w meczu z reprezentacją Irlandii Północnej strzelił debiutanckiego gola w biało-czerwonych barwach. W 2020 roku trener Marcin Dorna powołał Wilaka do kadry do lat 17.
Napastnik wystąpił w dwóch meczach towarzyskich z reprezentacjami Gruzji oraz Chorwacji. Trzy lata później dostał powołanie od trenera Miłosza Stępińskiego do kadry U-20. W reprezentacji tej zagrał w jednym meczu podczas Turnieju Ośmiu Narodów.

## Statystyki
Stan na 11 czerwca 2025 roku
| Klub               | Sezon              | Liga               | Liga  | Liga   | Puchar kraju | Puchar kraju | Suma  | Suma   |
| Klub               | Sezon              | Liga               | Mecze | Bramki | Mecze        | Bramki       | Mecze | Bramki |
| ------------------ | ------------------ | ------------------ | ----- | ------ | ------------ | ------------ | ----- | ------ |
| Lech II Poznań     | 2019/20            | II Liga            | 2     | 0      | 0            | 0            | 2     | 0      |
| Lech II Poznań     | 2020/21            | II Liga            | 1     | 0      | 1            | 0            | 2     | 0      |
| Lech II Poznań     | 2021/22            | II Liga            | 30    | 3      | 2            | 0            | 32    | 2      |
| Lech II Poznań     | 2022/23            | II Liga            | 24    | 13     | 1            | 0            | 25    | 13     |
| Lech II Poznań     | 2023/24            | II Liga            | 8     | 0      | 0            | 0            | 8     | 0      |
| Lech II Poznań     | 2024/25            | III Liga, gr. II   | 16    | 3      | 2            | 1            | 18    | 4      |
| Ogólnie            | Ogólnie            | Ogólnie            | 81    | 19     | 6            | 1            | 87    | 20     |
| Lech Poznań        | 2022/2023          | Ekstraklasa        | 3     | 0      | 0            | 0            | 3     | 0      |
| Lech Poznań        | 2023/2024          | Ekstraklasa        | 7     | 0      | 2            | 2            | 9     | 2      |
| Ogólnie            | Ogólnie            | Ogólnie            | 10    | 0      | 2            | 2            | 12    | 2      |
| Ruch Chorzów       | 2023/2024          | Ekstraklasa        | 8     | 0      | 0            | 0            | 8     | 0      |
| Ogólnie            | Ogólnie            | Ogólnie            | 8     | 0      | 0            | 0            | 8     | 0      |
| Hutnik Kraków      | 2024/2025          | II Liga            | 14    | 3      | 0            | 0            | 14    | 3      |
| Ogólnie            | Ogólnie            | Ogólnie            | 14    | 3      | 0            | 0            | 14    | 3      |
| Ogólnie w karierze | Ogólnie w karierze | Ogólnie w karierze | 113   | 22     | 8            | 3            | 121   | 25     |